# Twee Belgen
Twee Belgen, également typographié 2 Belgen, est un groupe belge de new wave principalement actif durant les années 1980.
Avec Nacht und Nebel, Twee Belgen est l'un des groupes à succès produit par le label belge Antler Records (nl).
Leurs titres Opération coup de poing (1984) puis Lena (1985) entrent dans le top 10 de l'Ultratop 50 singles en Belgique néerlandophone.

## Biographie
Le groupe nait à Gand à l'initiative du chanteur-guitariste Rembert de Smet et du batteur Herman Celis.
En 1982, le duo signe auprès du label belge Antler, spécialisé dans les productions alternatives telles que Nacht und Nebel ou Siglo XX. Produit par Roland Beelen, le premier single Quand le film est triste/Lena se vend à 5 000 exemplaires. Le duo crée alors ses propres chansons, De Smet jouant presque tous les instruments : l'album 2 Belgen sort rapidement.
Après ce premier opus, le duo s'agrandit avec l'arrivée de Jean-Lou Nowé et Herman Truyens, s'associant même temporairement à Chris Whitley, de passage en Belgique. L'album Soulsmaking sort en 1983 mais ne convainc pas le public et conduit au départ de Herman Celis qui rejoint Nacht und Nebel. De Smet et Nowé reconstruisent alors le groupe avec Uli Kraemer, Alan Gevaert et Koen Brando.
L'échec de Soulsmaking les incite à produire des morceaux plus mainstream. Passé chez Vogue, De Smet est convaincu que le succès passera par des titres plus club : le titre Opération coup de poing (une reprise de Brigadier Sabari de Alpha Blondy) et surtout un réenregistrement dance de Lena deviennent des succès en discothèque, entrant tous les deux dans le classement national belge. Deux singles (Queen of Mine, qui voit la participation de Beverly Jo Scott dans les chœurs, et Energy) entrent encore dans l'Ultratop en 1985. Mais en 1987, après la sortie de In the Night, le groupe se fait de plus en plus rare.
En 1993, 2 Belgen est officiellement dissout. De Smet continue à créer quelques titres et fonde le groupe Esta Loco avec lequel il se produira jusqu'à son décès en 2017.

## Membres

### Fondateurs
- Rembert de Smet : chanteur, synthétiseur (mort le 28 janvier 2017[5])
- Herman Celis : batterie (mort le 14 mai 2021[3])

### Autres membres
Au fil des albums, différents artistes se sont succédé :
- Uli Krämer : batterie
- Pat Riske[1] : batterie, percussions
- Herman Truyens[1] : percussions
- Chris Whitley : guitare
- Alan Gevaert : basse
- Jean-Lou Nowé : guitare
- Koen Brandt : clavier
- Filip Moortgat[6] : guitare basse
- Rudy Cloet[6] : batterie, percussions

## Discographie

### Albums
| Année | Titre          | Label               |
| ----- | -------------- | ------------------- |
| 1982  | 2 Belgen       | Antler Records (nl) |
| 1983  | Soulsmasking   | Antler Records (nl) |
| 1985  | Trop Petit     | Vogue               |
| 1986  | Sweet and Sour | Antler Records (nl) |

### Singles
| Année | Titre                                           | Label               | Classement                                                                       |
| ----- | ----------------------------------------------- | ------------------- | -------------------------------------------------------------------------------- |
| 1982  | Quand le film est triste / Lena                 | Antler Records (nl) |                                                                                  |
| 1983  | The third from the left in the top row / Fever  | Antler Records (nl) |                                                                                  |
| 1983  | Mustapha / Happy Together                       | Antler Records (nl) |                                                                                  |
| 1983  | Call me / My meat won't keep                    | Antler Records (nl) |                                                                                  |
| 1984  | Opération coup de poing / Same song never again | Vogue               | - Belgique #10 (Ultratop 50 Singles néerlandophone)                              |
| 1985  | Lena / Dancing thoughts                         | Vogue               | - Belgique #6 (Ultratop 50 Singles néerlandophone) - Pays-Bas #39 (Dutch Charts) |
| 1985  | Queen of Mine / I Was a fool                    | Vogue               | - Belgique #19 (Ultratop 50 Singles néerlandophone)                              |
| 1985  | Energy / Secret Soul                            | RDR                 | - Belgique #32 (Ultratop 50 Singles néerlandophone)                              |
| 1986  | Kisses sweet & sour / Sudden fortunes           | Indisc              |                                                                                  |
| 1987  | In the Night / China Town                       | Indisc              |                                                                                  |
| 1988  | Cara & Sara / Golden 60's                       | Indisc              |                                                                                  |
| 1995  | Lena ('95 Remix)                                | Indisc              |                                                                                  |

### Compilations
| Année | Titre                                     | Label               |
| ----- | ----------------------------------------- | ------------------- |
| 1994  | Voilà!                                    | Antler Records (nl) |
| 2003  | Essential                                 | EMI Music Belgium   |
| 2010  | Alle 40 Goed - 2 Belgen / Nacht Und Nebel | EMI                 |